# Schimbare climatică

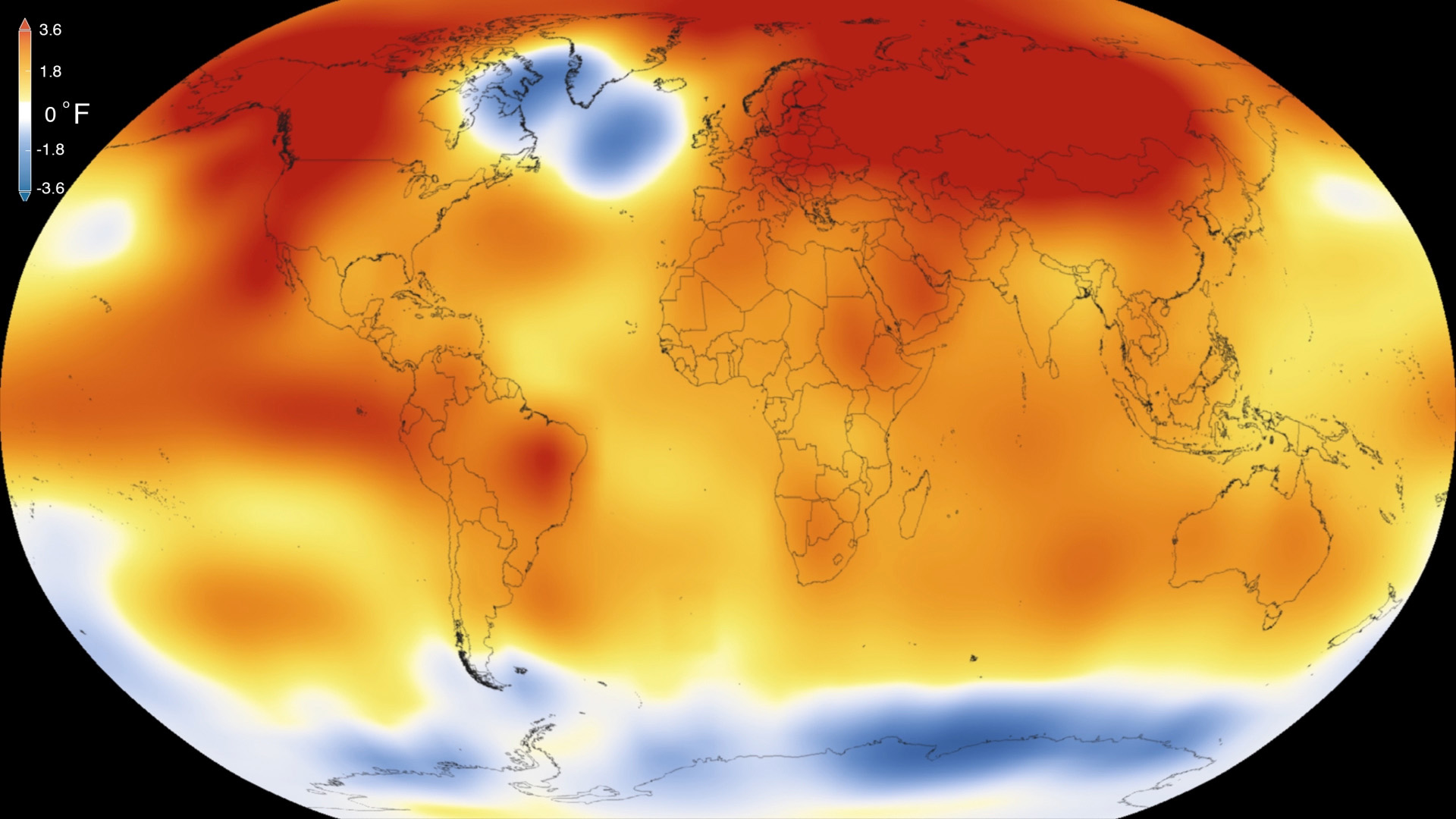
Anomaliile globale de temperatură pentru anul 2015 comparativ cu baza de referință din 1951-1980. 2015 a fost cel mai cald an din înregistrările NASA/NOAA, care încep în 1880. De atunci a fost depășit de anul 2016 (NASA/NOAA, 20 ianuarie 2016).

Schimbarea climatică reprezintă o schimbare în distribuția statistică a modelelor meteorologice atunci când această schimbare durează o perioadă extinsă de timp (adică, zeci de ani până la milioane de ani). Schimbările climei se pot referi la o schimbare a condițiilor meteorologice medii sau la variația vremii în contextul condițiilor medii pe termen lung. Schimbările climei sunt cauzate de factori precum procesele biotice, variațiile radiației solare primite de Pământ, tectonica plăcilor și erupțiile vulcanice. Anumite activități umane au fost identificate drept principalele cauze ale schimbărilor climei în curs, adesea denumite încălzire globală.
Oamenii de știință lucrează activ pentru a înțelege climatul trecut și viitor, utilizând observațiile și modelele teoretice. O înregistrare climatică - care se extinde mult în trecutul Pământului - a fost inițiată și continuă pe baza dovezilor geologice provenite din profilurile de temperatură ale forajelor, miezurile desprinse din acumulările adânci de gheață, înregistrările care țin de floră și faună, procesele glaciare și periglaciare, - izotopi stabili și alte analize ale straturilor de sedimente și înregistrări ale nivelurilor mării din trecut. Datele mai recente sunt furnizate de înregistrarea instrumentală. Modelele de circulație generală, bazate pe științele fizice, sunt adesea folosite în abordări teoretice pentru a se potrivi cu datele din trecut privind clima, a face proiecții viitoare și a lega cauzele și efectele în schimbările climatice.

## Terminologie
Definiția cea mai generală a schimbărilor climei este o schimbare a proprietăților statistice (în principal mediul și răspândirea lor) ale sistemului climatic atunci când sunt luate în considerare pe perioade lungi de timp, indiferent de cauză. În consecință, fluctuațiile pe perioade mai scurte de câteva decenii, cum ar fi El Niño, nu reprezintă schimbări climei .
Termenul "schimbarea climei" este adesea folosit pentru a se referi în mod specific la schimbările climei antropogene (cunoscute și sub numele de încălzire globală). Schimbările climei antropogene sunt cauzate de activitatea umană, spre deosebire de schimbările climei care s-au produs ca parte a proceselor naturale ale Pământului. În acest sens, în special în contextul politicii de mediu, termenul schimbări climei a devenit sinonim cu încălzirea globală antropogenă. În jurnalele științifice, încălzirea globală se referă la creșterea temperaturii suprafeței, în timp ce schimbările climei includ încălzirea globală și orice altceva care afectează nivelurile de gaze cu efect de seră.
Un termen conex este "schimbarea climatică". În 1966, Organizația Mondială a Meteorologiei (WMO) a propus termenul "schimbări climatice" pentru a cuprinde toate formele de variabilitate climatică la scări de timp mai mari de 10 ani, indiferent de cauză. Schimbarea a fost dată și climatul a fost folosit ca adjectiv pentru a descrie acest tip de schimbare (spre deosebire de schimbările politice sau economice). Când s-a constatat că activitățile umane au avut potențialul de a modifica drastic climatul, termenul schimbări climatice a devenit termen dominant pentru a reflecta o cauză antropogenă. Schimbările climatice au fost încorporate în titlul Grupului interguvernamental privind schimbările climatice (IPCC) și al Convenției-cadru a ONU privind schimbările climatice (CCONUSC). Termenul schimbare climatică a devenit o problemă mai degrabă decât o descriere tehnică a schimbărilor climatice.

## Cauze
Pe scara cea mai largă, rata la care energia este primită de la Soare și rata la care este pierdută în spațiu determină temperatura și climatul de echilibru al Pământului. Această energie este distribuită pe tot globul prin vânturi, curenți oceanici și alte mecanisme care afectează climatul diferitelor regiuni.
Factorii care pot forma clima se numesc forțări climatice sau "mecanisme de forțare". Acestea includ procese precum variațiile în radiația solară, variațiile orbitei Pământului, variațiile în albedo sau reflexie a continentelor, atmosferei și oceanelor, formarea munților și deriva continentală, și modificările concentrațiilor de gaze cu efect de seră. Există o varietate de feedback-uri privind schimbările climatice care pot amplifica sau diminua forțarea inițială. Unele părți ale sistemului climatic, cum ar fi oceanele și capacele de gheață, răspund mai încet ca reacție la forțările climatice, în timp ce altele răspund mai repede. Există, de asemenea, factori de prag cheie care, atunci când sunt depășiți, pot produce schimbări rapide.
Mecanismele de forțare pot fi "interne" sau "externe". Mecanismele interne de forțare sunt procese naturale din cadrul sistemului climatic propriu-zis (de exemplu, circulația termohalină). Mecanismele externe de forțare pot fi fie naturale (de exemplu, schimbări în activitatea solară, orbita pământului, erupțiile vulcanice) sau antropice (de exemplu, emisii crescute de gaze cu efect de seră și praf).
Indiferent dacă mecanismul inițial de forțare este intern sau extern, răspunsul sistemului climatic ar putea fi rapid (de exemplu, o răcire bruscă datorată cenușii vulcanice din aer care reflectă lumina solară), lentă (de ex., expansiunea termică a apelor calde ale oceanelor) sau o combinație (de ex., pierderea bruscă de albedo în Oceanul Arctic, pe măsură ce gheața de mare se topește, urmată de expansiunea termică mai graduală a apei). Prin urmare, sistemul climatic poate răspunde brusc, dar răspunsul deplin la mecanismele de forțare ar putea să nu fie pe deplin dezvoltate de secole sau chiar mai mult timp.